# Iglesia de San Juan del Puente
La iglesia de San Juan del Puente fue un edificio de la ciudad española de Zaragoza, ya desaparecido.

## Descripción
El edificio estaba situado en la ciudad aragonesa de Zaragoza. Aparece descrito en la Guía de Zaragoza (1860) de Vicente Andrés con las siguientes palabras:

San Juan del Puente. Esta iglesia de una nave, estaba situada junto á la puerta llamada del Angel y á la que fué antigua Diputacion del reino, hoy Seminario Conciliar, frente al puente de Piedra, de donde proviene su nobmre de san Juan del Puente. Estaban allí enterrados unos ciudadanos antiguos llamados los Herbases. Esta iglesia subsistió aunuque sin culto, hasta que se verificó el derribo de la antigua puerta del Angel, que quedó hecha calle. Ofrece recuerdos históricos memorables, y conservaba el lábaro de Constantino. La famosa campana de la antigua Diputación del reino que poseía esta iglesia, se conserva en la torre de la iglesia de nuestra Señora del Pilar.
(Andrés, 1860, pp. 408-409)